# Духовные упражнения Игнатия Лойолы
Духо́вные упражне́ния, или Игнациа́нские медита́ции (лат. Exercitia Spiritualia, от exercitium «упражнение», которое служило в средневековом учении о здоровье балансом между движением и отдыхом (motus et quies) и входило в число так называемых sex res non naturales («шесть вещей, которые не естественны» или «шесть вещей помимо природы»), основанных на учениях греко-римского врача Галена и христианского ученого арабского происхождения Хунайн ибн Исхак, исп. Ejercicios Espirituales) — представляют собой сборник на латинском языке духовных упражнений, опубликованных Игнатием де Лойолой с 1522 по 1524 год и основанных на его собственных духовных практиках. Сборник содержит руководство по молитве, медитации и различению духов в течение четырёх недель затворнической жизни.

## Происхождение
Во время выздоровления (июнь 1521 — февраль 1522) после несчастного случая при осаде Памплоны, Игнатий Лойола обращается ко Христу. В бенедиктинском монастыре Монтсеррат он принял участие в ретрите Сиснерос, который во многом основан на Новом благочестии Братства общей жизни. Осенью 1522 года он приступил к написанию своих «Духовных упражнений». Итак, появились свидетельства обо всем процессе ретрита, а также об отдельных упражнениях, которые включали время молитвы и размышлений. Они отталкиваются от текстов Евангелия и, основанные на мыслях о жизни Иисуса, за четыре недели приводят к радикальному решению следовать за Христом и любовью, которая всегда устремлена к более великим вещам, «волхвам» к все превосходящему Богу. Друзьям и другим людям, заинтересованным в более радикальном следовании за Иисусом, он предлагает на время уйти и посвятить себя молитве, медитации и духовидчеству под его руководством. Среди первых, кто совершил ретриты под руководством Игнатия, были иезуиты Пьер Фавр и Франциск Ксаверий, для которых этот опыт стал поворотным моментом в их жизни.
К концу пребывания Игнатия в Париже (1528—1535 гг.) стала доступна практически полная версия, которая сохранилась в виде копии Фавра и была переработана для инквизиции (так называемая Версия норм). В последующие несколько лет Игнатий несколько раз менял текст и наконец достиг окончательного текста перевода (на латынь), который был утвержден в 1548 году папой Павлом III. Позже появились и версии текста, восходящие к испаноязычным рукописям Игнатия — среди исследователей ведутся споры о том, могут ли эти тексты иметь более высокую ценность, чем отмеченная Игнатием латинская Vulgata.

## Значение
С появлением этих ретрит наступает поворотный момент в истории христианской духовности. Они должны привести практикующих верующих к прямому диалогу между Богом и человеком. С точки зрения богословской истории это сравнимо с «поворотом к субъекту». Игнатий вводит духовные упражнения, чтобы помочь людям решить экзистенциальный вопрос. Некоторое время спустя у него появились приближенные, которые стали его последователями. С некоторыми из этих первых последователей и был основан орден Иезуитов.

## Содержание
Игнацианские медитации в полном виде длятся четыре недели и посвящены темам греха, жизни и ученичества земного Иисуса, страданий и смерти Иисуса и, наконец, его воскресения.
Помимо участия в Евхаристии и двух более коротких периодов Испытаний совести, Игнатий ожидает, что участники его медитации проведут четыре или пять часов в размышлениях над Евангелиями. Медитации происходят в тишине.
Кроме того, Игнатий обычно практиковал более короткие медитации продолжительностью в одну неделю и более длительные — несколько месяцев, в течение которых участники занимались своими обычными делами и каждый день посвящали время молитве. Последние теперь называются Повседневными медитациями. Во многих христианских общинах они предлагаются во время Великого поста и Адвента и представляют собой множество различных форм общей и индивидуальной молитвы.

## Современность
Игнацианские духовные упражнения сопровождаются религиозными орденами и опытными мирянами. Медитации служат инструментом пастырской заботы и духовного обогащения. Они часто адаптированы к конкретным обстоятельствам жизни и воспроизводятся, например, в виде повседневных медитаций. Духовные упражнения состоят из ежедневного прочтения евангельского текста совместно с сопровождающим лицом, и еженедельного обсуждения духовного опыта, приобретенного во время чтения. Этот процесс может растянуться на несколько месяцев.
В своей классической форме упражнения длятся более тридцати дней и проводятся в уединении, периодами по 4-5 часов медитаций, распределенными в течение дня.
Более практичной короткой формой являются 8- или 10-дневные медитации, поскольку они часто предлагаются в католических учебных заведениях. Стоит отметить также онлайн-упражнения и медитации в рамках межрелигиозного обмена для нехристиан. Внутрихристианские различия между евангелистами и ортодоксальными христианами не играют никакой роли в этих религиозных исканиях.
На основе духовности игнацианских обителей возникли многочисленные религиозные ордена: сначала иезуиты, затем женские ордена, например, Congregatio Jesu, Миссионеры Христа, а также различные мирские движения, такие как Сообщество христианской жизни и Игнацианские партнеры.
Уличные медитации впервые были предложены в Берлине в 2000 году, а затем в различных городах Германии, Швейцарии, Австрии и Франции. Массовое движение включает упражнения с различной продолжительностью и обменом опытом среди сообщества.

## Журналы
В Германии богословие и практика Игнацианских медитаций в иезуитской традиции передают и углубляют, в частности, два журнала: «Соответствие духовности медитаций» (Аугсбург), изд. Сообществом христианской жизни (CLC) и организацией «Дух и жизнь. Журнал христианской духовности» (Кёльн), издательство немецкой провинции иезуитов. Практики Игнацианских упражнений распространяют также: «Манреса. Журнал Игнацианской духовности» (Мадрид), «Путь. Обзор христианской духовности» (Оксфорд) и «Христос» (Париж), все три журнала изданы Орденом иезуитов.

## Текстовые издания
- Ignatius von Loyola: Geistliche Übungen. Nach dem spanischen Autograph übersetzt von Peter Knauer. Echter, Würzburg 1998, ISBN 3-429-02018-2.
- Ignatius von Loyola: Die Exerzitien. Übertragen von Hans Urs von Balthasar. Johannes Verlag, Einsiedeln 1993, ISBN 978-3-89411-028-4.
- Ignatius von Loyola: Geistliche Übungen. Urtext mit Erklärungen der zwanzig Anweisungen von Adolf Haas (= Kleine Bibliothek spiritueller Weisheit). Herder, Freiburg 1999, ISBN 3-451-26992-9.